# Nhà thờ Matthias (Hungary)

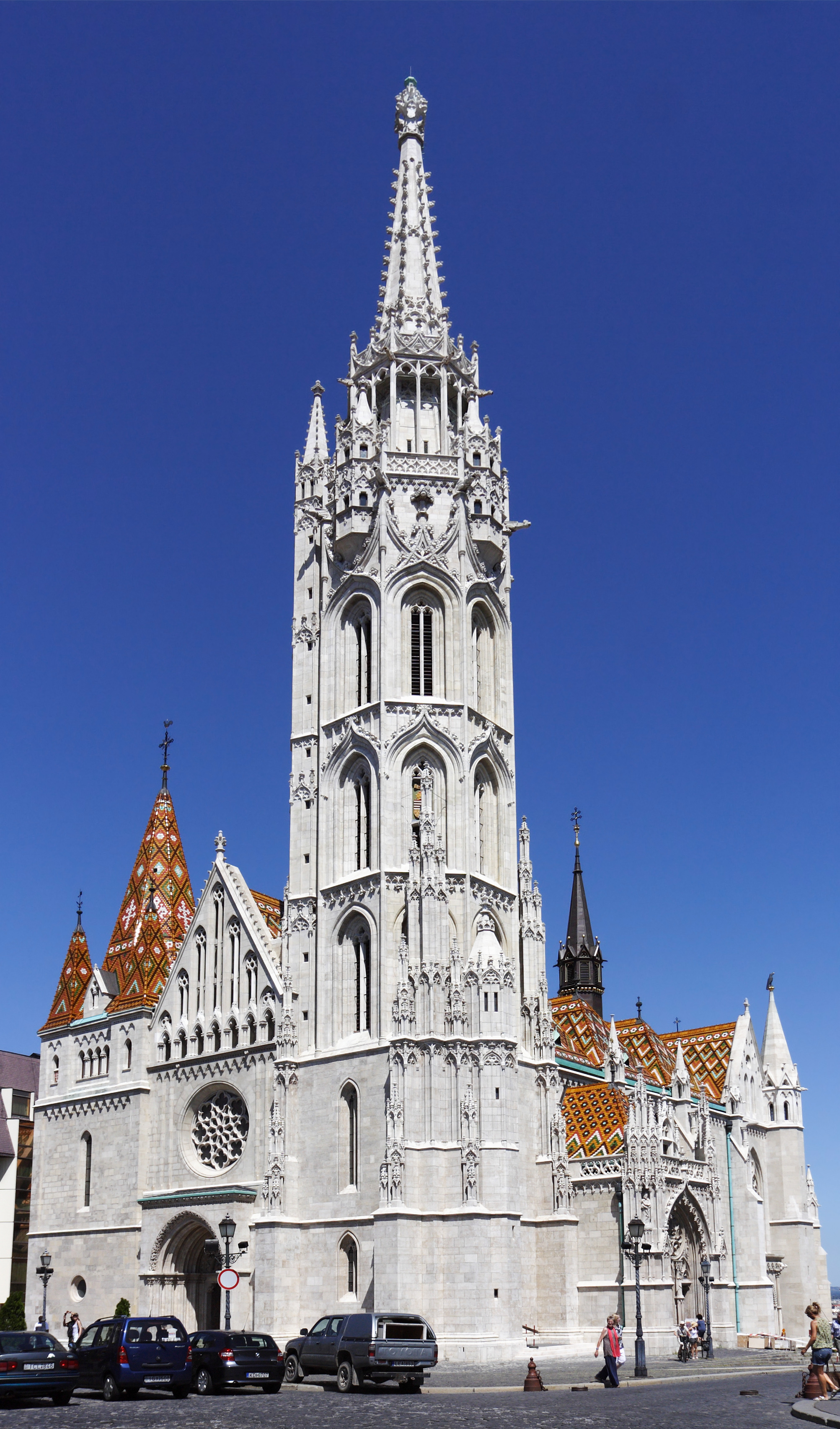
Nhà thờ Matthias ở Budapest

Nhà thờ Matthias (Tiếng Anh: The Church of the Assumption of the Buda Castle, hay Matthias Church; Tiếng Hungary: Nagyboldogasszony-templom hay Mátyás-templom), là một nhà thờ cổ kính thuộc Giáo Hội Công Giáo Rô-ma, tọa lạc tại quảng trường Chúa Ba Ngôi ở Budapest thuộc Hungary. Nhà thờ được xây dựng theo kiến trúc Gothic vào thế kỷ XIV và sau đó được trùng tu vào thế kỷ XIX. Nhà thờ được đặt theo tên của vua Matthias Corvinus, một vị vua nổi tiếng công bằng và khôn ngoan trong lịch sử Hungary.

## Lịch sử
Nhà thờ Matthias ẩn chứa một quá khứ thăng trầm.

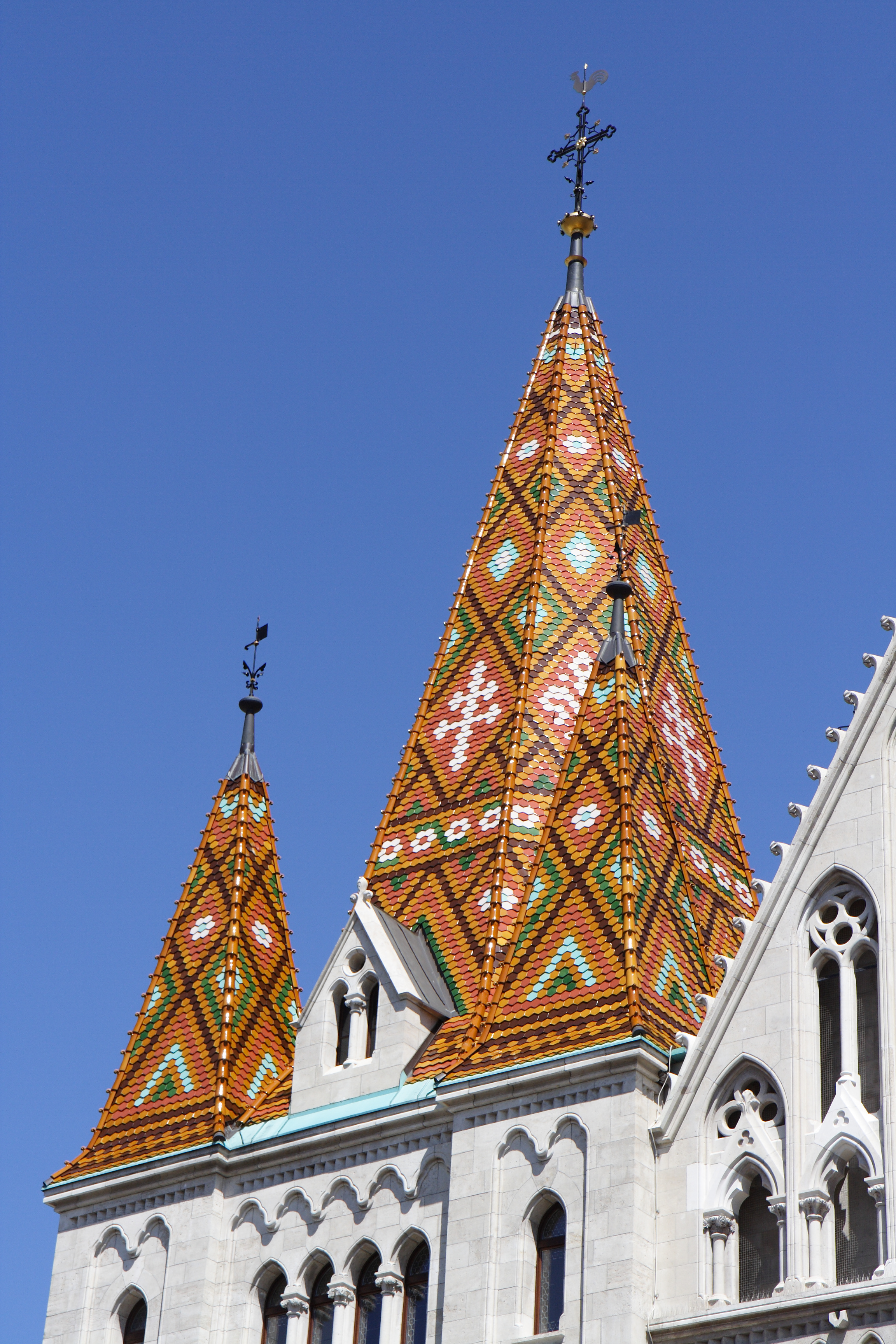
Hoa văn trên tháp nhà thờ Matthias

Thế kỷ 11, nhà thờ được xây dựng bởi Thánh Stephen, vua của Hungary. Cuộc càn quét dữ dội của người Mông Cổ sau đó đã biến nhà thờ Thánh Matthias thành bình địa.
Năm 1255, một nhà thờ Gothic mới được xây dựng trên nền gạch cũ bởi Vua Bela.
Năm 1544, quân đội đế chế Ottoman chinh phục Hungary. Nhà thờ đã bị đập phá nghiêm trọng trong suốt cuộc chiến tranh với người Thổ Nhĩ Kỳ. Sau đó, những quan chức Thổ muốn biến nơi này thành một giáo đường dành cho đạo Hồi. 

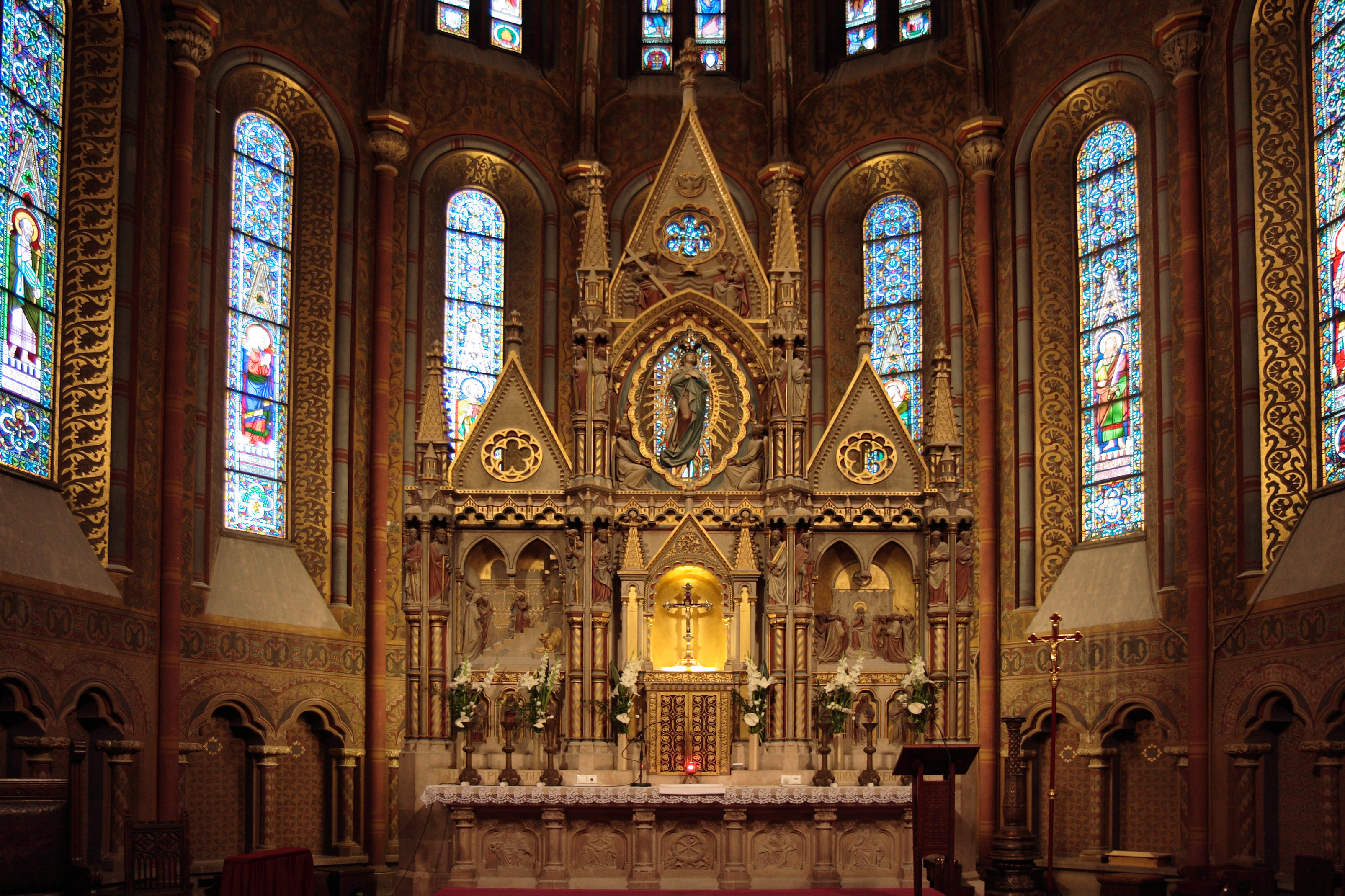
Cung Thánh bên trong nhà thờ Matthias, Budapest

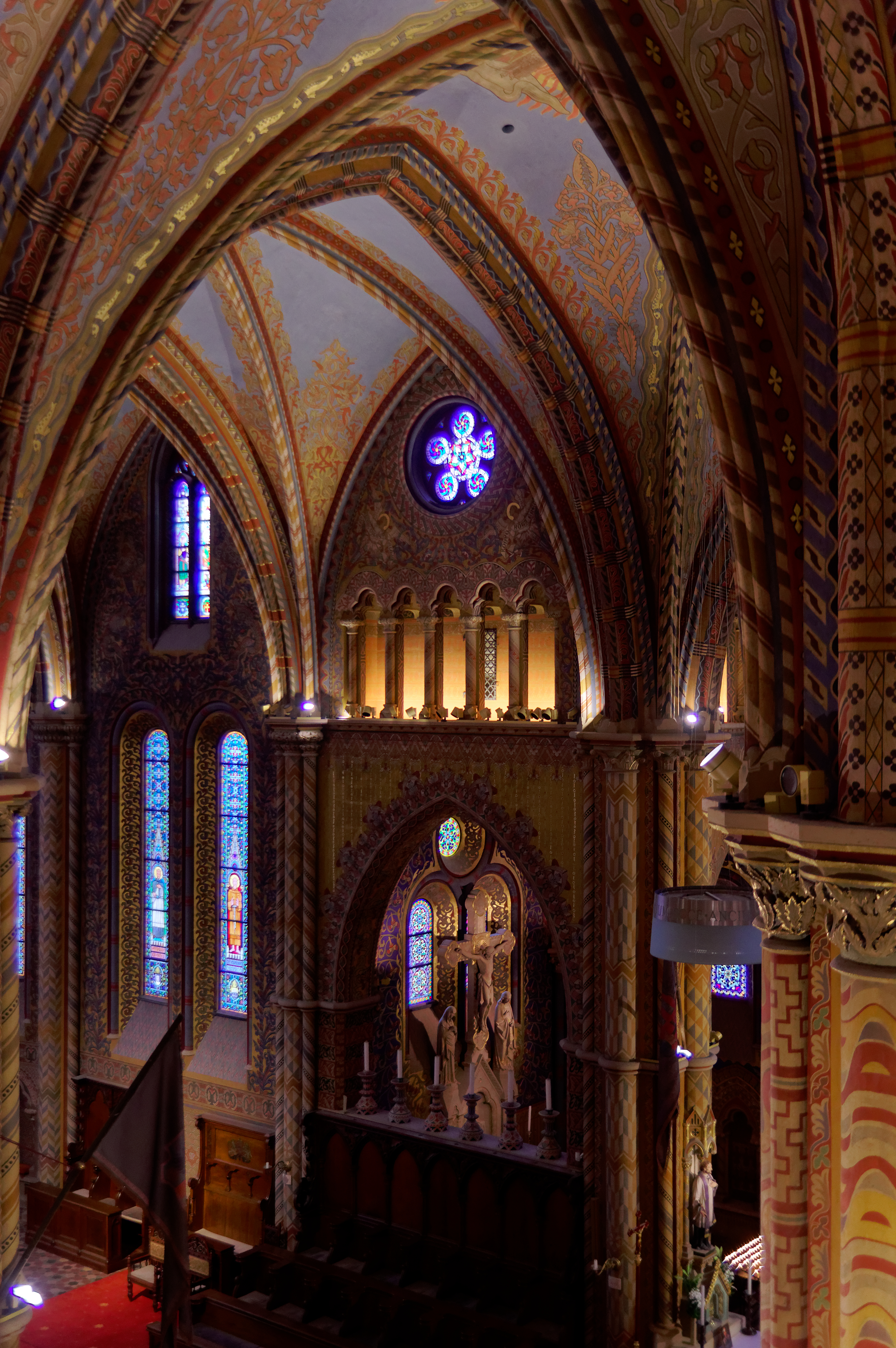
Các mái vòm kiểu Gothic bên trong nhà thờ Matthias, Budapest

Nhà thờ Matthias đã được xây dựng lại ít nhất hai lần và được cải tạo lại một cách rộng rãi.

## Các chứng tích

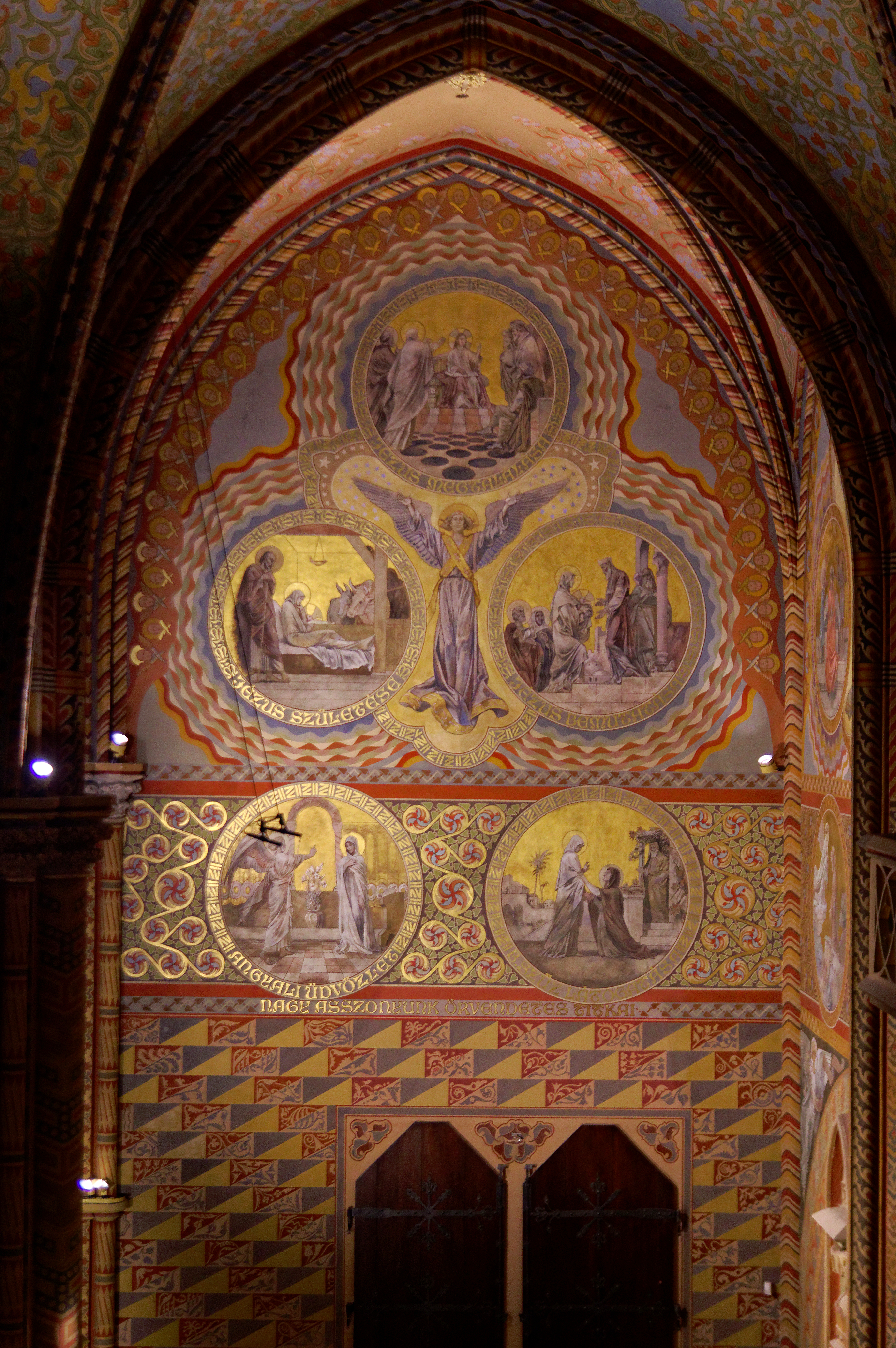
Các bức khảm trên trong nhà thờ Matthias, Budapest

Nhà thờ Matthias đã trở thành địa điểm tổ chức nhiều đám cưới và đám tang của hoàng gia, cũng như một số vị vua và hoàng hậu được chôn cất trong hầm mộ. Ngoài ra còn có bảo tàng nghệ thuật thiêng liêng cũng như nhà nguyện Hiệp sĩ Malta. Trong nhà nguyện này, quốc huy của các giáo sĩ Hungary đã qua đời được treo. Mỗi năm, vào Ngày lễ các thánh, có một buổi lễ đặc biệt tôn vinh họ và bổ sung vào bộ sưu tập khiên khi thích hợp.